# Tanger-Tétouan
Tanger-Tétouan was tot 2015 een regio in Marokko. De hoofdstad was Tanger. De regio lag in het uiterste noorden van Marokko en grenst de regio's Gharb-Chrarda-Béni Hsen en Taza-Al Hoceïma-Taounate. In het westen ligt de Atlantische Oceaan en in het noorden de Straat van Gibraltar. In het uiterste noordoosten van de regio ligt de Spaanse exclave Ceuta. Tanger-Tétouan heeft een oppervlakte van 11.570 km² en heeft 2.470.372 inwoners (2004).
De regio bestond uit twee provincies en drie prefecturen*:
- Chefchaouen
- Fahs-Bni Mkada*
- Larache
- Tanger-Asilah*
- Tétouan*

Naast Tanger, zijn andere grote plaatsen in Tanger-Tétouan:
- Asilah
- Chefchaouen
- Fnideq
- Ksar-el-Kebir
- Laouamra
- Larache
- M'diq
- Martil
- Tétouan

Bij de hervorming van 2015 ging de regio op in de nieuwe regio Tanger-Tétouan-Al Hoceïma, bestaande uit de voormalige regio en de provincie Al Hoceïma die voordien deel uitmaakte van de regio Taza-Al Hoceïma-Taounate.
Huidige regio's: Béni Mellal-Khénifra · Casablanca-Settat · Dakhla-Oued Eddahab · Drâa-Tafilalet · Fès-Meknès · Guelmim-Oued Noun · Laâyoune-Sakia El Hamra ·  Marrakech-Safi · Oriental · Rabat-Salé-Kénitra · Souss-Massa · Tanger-Tétouan-Al Hoceïma

Oude regio's voor 2015: Chaouia-Ouardigha · Doukala-Abda · Fez-Boulmane · Gharb-Chrarda-Béni Hsen · Grand Casablanca · Guelmim-Es Semara · Laâyoune-Boujdour · Marrakech-Tensift-Al Haouz · Meknès-Tafilalet · Oriental · Oued ed Dahab-Lagouira · Rabat-Salé-Zemmour-Zaer · Souss-Massa-Daraâ · Tadla-Azilal · Tanger-Tétouan · Taza-Al Hoceïma-Taounate